# Alex R. Munson
Alex Robert Munson (nacido el 25 de septiembre de 1941) es un jurista estadounidense. Desempeñó el papel de Juez Principal de la Corte del Distrito de las Islas Marianas del Norte de 1988 a 2011. Antes de asumir su posición en la Corte del Distrito de las Islas Marianas del Norte, en 1981 fue nombrado juez Presidente del Tribunal Superior de Justicia del Territorio en Fideicomiso de las Islas del Pacífico, y en 1989 se convirtió en una designado como juez de la Corte de Distrito de Guam.